# Финал чемпионата мира по крикету 2023

Митчелл Старк выполняет подачу, Рохит Шарма готовится отбить мяч в начале первого иннингса

Финал чемпионата мира по крикету 2023 года — крикетный матч, в котором определился победитель 13-го чемпионата мира по крикету в формате однодневных международных матчей. Состоялся 19 ноября 2023 года в Ахмадабаде (штат Гуджарат) на стадионе имени Нарендры Моди.
В финальном матче сыграли сборные Индии и Австралии. Впервые финал чемпионата мира по крикету прошёл в Ахмадабаде и в третий раз на территории Индии.
Индия и Австралия ранее играли в финале чемпионата мира в 2003 году.

## Организация
Чемпионат мира по крикету 2023 года впервые в полном объёме прошёл на территории Индии, для проведения игр были задействованы 10 стадионов в 10 городах страны. Первоначально соревнования должны были пройти с 9 февраля по 26 марта 2023 года, но в июле 2020 года было объявлено, что турнир будет перенесён на октябрь и ноябрь из-за переноса квалификационных турниров по причине пандемии коронавируса.
Международный совет крикета опубликовал расписание чемпионата мира 27 июня 2023 года, в котором было утверждено, что полуфиналы состоятся в Мумбаи и Калькутте, а финал пройдёт в Ахмадабаде.
Финал проходил на самом большом в мире крикетном стадионе, который вмещает 132 тысяч человек. Стадион находится в районе Мотера в Ахмадабаде, на этом месте ранее располагался стадион имени Сардара Пателя, который в 2015 году официально был закрыт на реконструкцию, но фактически был снесён и отстроен заново к 2020 году. Помимо главного матча, здесь прошли ещё четыре игры в рамках чемпионата мира по крикету 2023 года, включая первый матч между Новой Зеландией и Англией, а также самая ожидаемая игра группового этапа между Пакистаном и Индией.
В августе, за полтора месяца до старта чемпионата мира, началась продажа билетов на игры турнира. Организаторы разделили реализацию билетов по группам. Сначала поступили билеты на игры группового этапа без участия сборной Индии, затем — на матчи Индии, отдельно на игру между Индией и Пакистаном, а в последнюю очередь, 15 сентября, начали продавать билеты на полуфиналы и финал. В дальнейшем билеты поступали в продажу партиями. Совет по контролю за крикетом Индии открывал дополнительные продажи 9 и 13 ноября.

## История встреч
Индия спустя 12 лет вновь вышла в финал чемпионата мира. В прошлый раз, в 2011 году, они победили Шри-Ланку. Тот чемпионат мира проходил в трёх странах, а финал был сыгран в Мумбаи на стадионе «Ванкхеде». Другой победный финал для Индии состоялся 1983 году против Вест-Индии на стадионе «Lord’s» в Лондоне, в этом матче они впервые в истории завоевали титул. Индийцы также играли в финале в 2003 году, когда проиграли Австралии в Йоханнесбурге.
Австралия участвует в финале восьмой раз, что является рекордом. Она пять раз становилась чемпионом мира (в 1987, 1999, 2003, 2007 и 2015 годах) и ещё дважды проигрывала в финале (в 1975, 1996 годах).
Индия и Австралия второй раз встретятся в главном матче чемпионата мира по крикету, в прошлый раз это происходило в 2003 году в Йоханнесбурге.
В рамках чемпионата мира 2023 года Австралия и Индия встретились в первом туре группового этапа. Индийские боулеры успешно отыграли в австралийском иннингсе, выведя из игры всех отбивающих игроков команды-соперника. Несмотря на быстрый вывод из игры индийских бэтсменов, хозяева сумели достичь цели в 199 очков, установленной австралийцами в первом иннингсе, и одержали победу с преимуществом в 6 калиток, имея в запасе 8 целых оверов и 4 мяча.

## Путь к финалу
| М | Команда | И | В | П | РП     | О  |
| - | ------- | - | - | - | ------ | -- |
| 1 | Индия   | 9 | 9 | 0 | +2,570 | 18 |

| М | Команда   | И | В | П | РП     | О  |
| - | --------- | - | - | - | ------ | -- |
| 3 | Австралия | 9 | 7 | 2 | +0,841 | 14 |

## Матч
17 ноября 2023 года Международный совет крикета назначил полевыми судьями англичан Ричарда Иллингуорта и Ричарда Кеттлборо, представителя Вест-Индии Джоэла Уилсона третьим судьёй, новозеландца Криса Гаффани резервным судьёй, и зимбабвийца Энди Пайкрофта матчевым рефери.
Кеттлборо судит финальный уже второй раз. Впервые это произошло в 2015 году. Иллингуорт стал вторым судьёй, кто ранее являлся игроком — он был участником чемпионата мира 1992 года (второй — Кумар Дхармасена из Шри-Ланки).
В составе команд не произошло изменений составов после полуфинальных игр. Австралия на правах победителя предматчевой жеребьёвки приняла решение в первом иннингсе играть в поле.
| 19 ноября 2023 14:00 (D/N) Отчёт |

| Индия 240 (50 оверов)                                      | v | Австралия 241/4 (43 овера)                           |
| Каннур Локеш Рахул 66 (107) Митчелл Старк 3/55 (10 оверов) |   | Трэвис Хэд 137 (120) Джасприт Бумрах 2/43 (9 оверов) |

- Австралия победила в жеребьёвке и приняла решение играть в поле в первом иннингсе

### Первый иннингс
| Индия                  | Индия                        | Индия | Индия | Индия | Индия | Индия  | Индия |
| Бэтсмен                | Выбывание из игры            | П     | М     | 4     | 6     | S/R    |       |
| ---------------------- | ---------------------------- | ----- | ----- | ----- | ----- | ------ | ----- |
| Рохит Шарма            | c Хэд b Максвелл             | 47    | 31    | 4     | 3     | 151,61 |       |
| Шубман Гилл            | c Зампа b Старк              | 4     | 7     | 0     | 0     | 57,14  |       |
| Вират Кохли            | b Камминс                    | 54    | 63    | 4     | 0     | 85,71  |       |
| Шреяс Айер             | c †Инглис b Камминс          | 4     | 3     | 1     | 0     | 133,33 |       |
| Каннур Локеш Рахул     | c †Инглис b Старк            | 66    | 107   | 1     | 0     | 61,68  |       |
| Равиндра Джадеджа      | c †Инглис b Хезлвуд          | 9     | 22    | 0     | 0     | 40,90  |       |
| Сурья Кумар Ядав       | c †Инглис b Хезлвуд          | 18    | 28    | 1     | 0     | 64,28  |       |
| Мохаммед Шами          | c †Инглис b Старк            | 6     | 10    | 1     | 0     | 60,00  |       |
| Джасприт Бумрах        | lbw b Зампа                  | 1     | 3     | 0     | 0     | 33,33  |       |
| Кулдип Ядав            | ран-аут (Лабаскахни/Камминс) | 10    | 18    | 0     | 0     | 55,55  |       |
| Мохаммед Сирадж        | не выбыл                     | 9     | 8     | 1     | 0     | 112,50 |       |
| Дополнительные пробеги | (lb 3, w 9)                  | 12    |       |       |       |        |       |
| Всего                  | (10 калиток; 50 оверов)      | 240   |       | 13    | 3     |        |       |

Разрушения калиток: 1/30 (Гилл, 4.2 ов.), 2/76 (Рохит, 9.4 ов.), 3/81 (Айер, 10.2 ов.), 4/148 (Кохли, 28.3 ов.), 5/178 (Джадеджа, 35.5 ов.), 6/203 (Рахул, 41.3 ов.), 7/211 (Шами, 43.4 ов.), 8/214 (Бумрах, 44.5 ов.), 9/226 (Сурья Кумар Ядав, 47.3 ов.), 10/240 (Кулдип Ядав, 49.6 ов.).
| Австралия      | Австралия | Австралия | Австралия | Австралия | Австралия | Австралия | Австралия |
| Боулер         | О         | М         | П         | К         | Экон.     | У         | Н         |
| -------------- | --------- | --------- | --------- | --------- | --------- | --------- | --------- |
| Митчелл Старк  | 10        | 0         | 55        | 3         | 5,50      | 3         | 0         |
| Джош Хезлвуд   | 10        | 0         | 60        | 2         | 6,00      | 1         | 0         |
| Гленн Максвелл | 6         | 0         | 35        | 1         | 5,83      | 0         | 0         |
| Пэт Камминс    | 10        | 0         | 34        | 2         | 3,40      | 2         | 0         |
| Адам Зампа     | 10        | 0         | 44        | 1         | 4,40      | 1         | 0         |
| Митчелл Марш   | 2         | 0         | 5         | 0         | 2,50      | 0         | 0         |
| Трэвис Хэд     | 2         | 0         | 4         | 0         | 2,00      | 0         | 0         |

### Второй ининнгс
| Австралия              | Австралия              | Австралия | Австралия | Австралия | Австралия | Австралия | Австралия |
| Бэтсмен                | Выбывание из игры      | П         | М         | 4         | 6         | S/R       |           |
| ---------------------- | ---------------------- | --------- | --------- | --------- | --------- | --------- | --------- |
| Дэвид Уорнер           | c Кохли b Шами         | 7         | 3         | 1         | 0         | 233,33    |           |
| Трэвис Хэд             | c Гилл b Сирадж        | 137       | 120       | 15        | 4         | 114,16    |           |
| Митчелл Марш           | c †Рахул b Бумрах      | 15        | 15        | 1         | 1         | 100,00    |           |
| Стив Смит              | lbw b Бумрах           | 4         | 9         | 1         | 0         | 44,44     |           |
| Марнус Лабаскахни      | не выбыл               | 58        | 110       | 4         | 0         | 52,72     |           |
| Гленн Максвелл         | не выбыл               | 2         | 1         | 0         | 0         | 200,00    |           |
| Джош Инглис            |                        |           |           |           |           |           |           |
| Митчелл Старк          |                        |           |           |           |           |           |           |
| Пэт Камминс            |                        |           |           |           |           |           |           |
| Адам Зампа             |                        |           |           |           |           |           |           |
| Джош Хезлвуд           |                        |           |           |           |           |           |           |
| Дополнительные пробеги | (b 5, lb 2, w 11)      | 18        |           |           |           |           |           |
| Всего                  | (4 калитки; 43 оверов) | 241       |           | 22        | 5         |           |           |

Разрушения калиток: 1/16 (Уорнер, 1.1 ов.), 2/41 (Марш, 4.3 ов.), 3/47 (Смит, 6.6 ов.), 4/239 (Хэд, 42.5 ов.).
| Индия             | Индия | Индия | Индия | Индия | Индия | Индия | Индия |
| Боулер            | О     | М     | П     | К     | Экон. | У     | Н     |
| ----------------- | ----- | ----- | ----- | ----- | ----- | ----- | ----- |
| Джасприт Бумрах   | 9     | 2     | 43    | 2     | 4,77  | 0     | 0     |
| Мохаммед Шами     | 7     | 1     | 47    | 1     | 6,71  | 3     | 0     |
| Равиндра Джадеджа | 10    | 0     | 43    | 0     | 4,30  | 1     | 0     |
| Кулдип Ядав       | 10    | 0     | 56    | 0     | 5,60  | 0     | 0     |
| Мохаммед Сирадж   | 7     | 0     | 45    | 1     | 6,42  | 0     | 0     |